# 疫起
《疫起》（英語：Eye of the Storm）是一部臺灣電影，由林君陽執導，王柏傑、曾敬驊、薛仕凌主演。劇情講述2003年嚴重急性呼吸系統綜合症侵襲臺灣，台北市立和平醫院因院內群聚感染而封院的故事。本片作為金馬奇幻影展開幕片，於2023年4月7日首映，2023年4月14日正式在全台戲院上映，2023年7月13日正式在香港戲院上映 。

## 演員陣容

### 主演
- 王柏傑 飾演 夏正：胸腔科主治醫師
- 曾敬驊 飾演 安泰河：護理師
- 薛仕凌 飾演 金有中：八卦媒體記者
- 項婕如 飾演 李心妍：實習醫生

### 其他演員
- 張永正 飾演 江國榮：計程車司機
- 周采詩 飾演 夏正太太(聲音)
- 鄭羽晴 飾演 亞亞(聲音)
- 陳家逵 飾演 林志偉
- 王明台 飾演 林祖耀
- 高伊玲 飾演 王莉貞
- 李雪    飾演 廖文潔
- 賴雨霏 飾演 小瑜
- 樓一安[6] 飾演 氣喘病患
- 許筑婷[6] 飾演 許婉菁
- 許麗華 飾演 泰河母親(聲音)
- 張明發 飾演 許富川
- 蘇育惟 飾演 孕婦
- 黃雋智[6]
- 潘客印[6]
- 郭子乾[6]

### 特別演出
- 謝盈萱 飾演 吳敏媗：外科主任[7]

## 獎項紀錄
| 典禮                  | 獎項                      | 入圍者                       | 結果 | 參考 |
| --------------------- | ------------------------- | ---------------------------- | ---- | ---- |
| 第25屆台北電影獎      | 最佳劇情長片              | 《疫起》                     | 提名 |      |
| 第25屆台北電影獎      | 最佳導演                  | 林君陽                       | 獲獎 |      |
| 第25屆台北電影獎      | 最佳編劇                  | 劉存菡                       | 提名 |      |
| 第25屆台北電影獎      | 最佳男主角                | 王柏傑                       | 獲獎 |      |
| 第25屆台北電影獎      | 最佳男配角                | 薛仕凌                       | 提名 |      |
| 第25屆台北電影獎      | 最佳聲音設計              | 簡豐書、湯湘竹、孫思媛       | 提名 |      |
| 第25屆台北電影獎      | 最佳造型設計              | 施筱柔                       | 提名 |      |
| 第25屆台北電影獎      | 最佳美術設計              | 黃美清、涂碩峯               | 獲獎 |      |
| 第25屆台北電影獎      | 最佳視覺效果              | 嚴振欽、罡風創意映像有限公司 | 獲獎 |      |
| 第25屆台北電影獎      | 最佳攝影                  | 包軒鳴                       | 提名 |      |
| 第25屆台北電影獎      | 最佳剪輯                  | 解孟儒                       | 提名 |      |
| 第25屆台北電影獎      | 最佳配樂                  | 盧律銘                       | 提名 |      |
| 第25屆台北電影獎      | 最佳傑出技術-特效化妝造型 | Kittichon KUNRATCHOL、王嘉瑩 | 獲獎 |      |
| 第60屆金馬獎          | 最佳劇情片                | 《疫起》                     | 提名 |      |
| 第60屆金馬獎          | 最佳男主角                | 王柏傑                       | 提名 |      |
| 第60屆金馬獎          | 最佳攝影                  | 包軒鳴                       | 提名 |      |
| 第60屆金馬獎          | 最佳剪輯                  | 解孟儒                       | 提名 |      |
| 第60屆金馬獎          | 最佳原創電影音樂          | 盧律銘                       | 提名 |      |
| 第60屆金馬獎          | 最佳音效                  | 簡豐書、孫思媛、湯湘竹       | 提名 |      |
| 第60屆金馬獎          | 最佳視覺效果              | 嚴振欽                       | 獲獎 |      |
| 第60屆金馬獎          | 最佳美術設計              | 黃美清、涂碩峯               | 獲獎 |      |
| 第5屆台灣影評人協會獎 | 最佳男演員                | 王柏傑                       | 提名 |      |
| 第26屆台北電影獎      | 最佳預告片獎              | 《疫起》                     | 獲獎 |      |
| 第26屆台北電影獎      | 最佳最佳電影行銷獎        | 《疫起》                     | 提名 |      |
| 第26屆台北電影獎      | 最佳海報獎                | 《疫起》                     | 提名 |      |

## 相關影音
- 2023年7月25日導演林君陽幫歌手閻奕格專輯《Changing Room》第二波主打歌《不再可以》執導Music Video[8]，並請項婕如和王柏傑在Music Video中擔任與電影相同角色，並擷取曾敬驊電影中部分回憶片段，閻奕格也在Music Video中客串面試官角色，劇情是電影《疫起》後續番外篇發展故事[9]。

## 外部連結
- 台灣電影網上《疫起》的資料（繁體中文）
- Yahoo奇摩電影上《疫起》的資料（繁體中文）
- 互联网电影数据库（IMDb）上《疫起》的资料（英文）
- 開眼電影網上《疫起》的資料（繁體中文）